# جوزيف صموئيل بلوخ
جوزيف صموئيل بلوخ (بالألمانية: Joseph Samuel Bloch)‏ هو حاخام وسياسي نمساوي، ولد في 20 نوفمبر 1850 في Dukla ‏ في بولندا، وتوفي في 1 أكتوبر 1923 في فيينا في النمسا. نشط حزبياً في Polish Circle in the Council of State (Austria-Hungary) ‏. وقد انتخب عضو مجلس النواب ‏ (1883 – 1895).

## وصلات خارجية
- جوزيف صموئيل بلوخ على موقع الموسوعة البريطانية (الإنجليزية)